# 贝拉贡塔
贝拉贡塔（Bellaguntha），是印度奥里萨邦Ganjam县的一个城镇。总人口9961（2001年）。

## 人口
该地2001年总人口9961人，其中男性4922人，女性5039人；0—6岁人口1298人，其中男675人，女623人；识字率67.05%，其中男性为75.23%，女性为59.06%。